# Веллі-В'ю (округ Скайлкілл, Пенсільванія)
Веллі-В'ю (англ. Valley View) — переписна місцевість (CDP) в США, в окрузі Скайлкілл штату Пенсільванія. Населення — 1595 осіб (2020).

## Географія
Веллі-В'ю розташоване за координатами 40°38′53″ пн. ш. 76°32′7″ зх. д. / 40.64806° пн. ш. 76.53528° зх. д. (40.648079, -76.535167).  За даними Бюро перепису населення США в 2010 році переписна місцевість мала площу 9,70 км², уся площа — суходіл.

## Демографія
Згідно з переписом 2010 року, у селищі мешкали 1683 особи в 738 домогосподарствах у складі 501 родини. Густота населення становила 174 особи/км².  Було 798 помешкань (82/км²).
Расовий склад населення:
| - 98,5 % — білих - 0,2 % — чорних або афроамериканців - 0,2 % — азіатів - 0,1 % — корінних американців |

До двох чи більше рас належало 0,5 %. Частка іспаномовних становила 0,7 % від усіх жителів.
За віковим діапазоном населення розподілялося таким чином: 19,2 % — особи молодші 18 років, 59,0 % — особи у віці 18—64 років, 21,8 % — особи у віці 65 років та старші. Медіана віку мешканця становила 46,6 року. На 100 осіб жіночої статі у селищі припадало 95,2 чоловіків;  на 100 жінок у віці від 18 років та старших — 93,5 чоловіків також старших 18 років.
Середній дохід на одне домашнє господарство  становив 61 499 доларів США (медіана — 52 788), а середній дохід на одну сім'ю — 74 365 доларів (медіана — 62 802). Медіана доходів становила 43 370 доларів для чоловіків та 27 156 доларів для жінок. За межею бідності перебувало 8,7 % осіб, у тому числі 3,9 % дітей у віці до 18 років та 8,6 % осіб у віці 65 років та старших.
Цивільне працевлаштоване населення становило 745 осіб. Основні галузі зайнятості: виробництво — 28,5 %, роздрібна торгівля — 13,4 %, освіта, охорона здоров'я та соціальна допомога — 13,3 %.